# Vinte e Cinco de Julho (Santa Teresa)
Vinte e Cinco de Julho é um distrito do município de Santa Teresa, no Espírito Santo.

## História
A comunidade de Vinte e Cinco de Julho foi assim denominada por terem seus primeiros habitantes ali chegado no dia 25 de Julho de 1877.
Uma vez instalados, os imigrantes trataram de organizar o desenvolvimento da comunidade criando serviços básicos como as atividades comerciais, o correio, a farmácia, o transporte, a agricultura tendo o café como principal produto – base da economia – a pecuária.
Pela Lei Estadual nº 1152 de 21/12/1917 a comunidade passou a distrito, tendo como sede a Vila de Vinte e Cinco de Julho.

## Geografia

### Localização
O distrito está situado na região norte do município.

### População
Pelo Censo 2010 (IBGE) a população total do distrito era de 900 habitantes, e a população urbana era de 172 habitantes.